# 扶風県
扶風県（ふふう-けん）は中華人民共和国陝西省宝鶏市に位置する県。

## 行政区画
- 街道:城関街道
- 鎮:天度鎮、午井鎮、絳帳鎮、段家鎮、杏林鎮、召公鎮、法門鎮

## 交通

### 道路
- 高速道路
  -  連霍高速道路
  -  絳法高速道路（中国語版）
- 国道
  - G344国道（中国語版）

## 歴史遺跡
- 法門寺